# 四鎮將軍
四鎮將軍，即鎮東將軍、鎮西將軍、鎮南將軍、鎮北將軍，是中國古代的高級武官。在漢魏時開始設立，並成為「重號將軍」（常設將軍）的一種。一般地位次於四征將軍，高於四安將軍，唯有蜀漢例外，二者顛倒，四鎮反而高於四征，在四方將軍(前後左右)之下。

## 沿革
歷代品秩沿革:四鎮將軍存在時間約為「192年-557年」前後約莫360餘年。
- 曹魏時為「第二品」，地位高於九卿、尚書令等重臣，僅在三公之下。
- 晉朝時四鎮略降為「第三品」，地位相當於尚書令、侍中等官員。
- 劉宋時則亦為「第三品」，地位不變。
- 南齊時亦有，但品級史料未載，不詳。大體與前朝無太多改變。
- 南梁時四鎮被改為八鎮，位列「二十二班」，仍為重號將軍，為將軍職第三等，在四征之下，四安之上。
- 北魏時則為四鎮為「從二品」，加大者，地位則次於衛將軍，為「正二品」。
- 北齊時則為四鎮為「從二品」，加大者，地位則次於四征將軍，為「正二品」。
- 北周未曾設立後，歷代皆無此官位，就此消失。

## 曾任名人

### 鎮東將軍
在東漢末年首次設立該職位，魏武帝曹操就曾經在建安元年(196年)夏六月，被漢獻帝任命為鎮東將軍。蜀漢昭烈帝劉備亦曾擔任過該職位。

### 鎮西將軍
在東漢末年首次設立該職位，初平三年(192年)，曾經割據西涼的韓遂，在與馬騰前往長安皆受漢朝招安時，就被漢獻帝任命為鎮西將軍。

### 鎮南將軍
在東漢末年首次設立該職位，初平三年(192年)，佔據荊州的漢朝宗室劉表，就曾因為李傕、郭汜攻入長安，成功捉住獻帝，挾天子以令諸侯時，想讓他做為外援，因此任命他為鎮南將軍、荊州牧，封成武侯，假節。

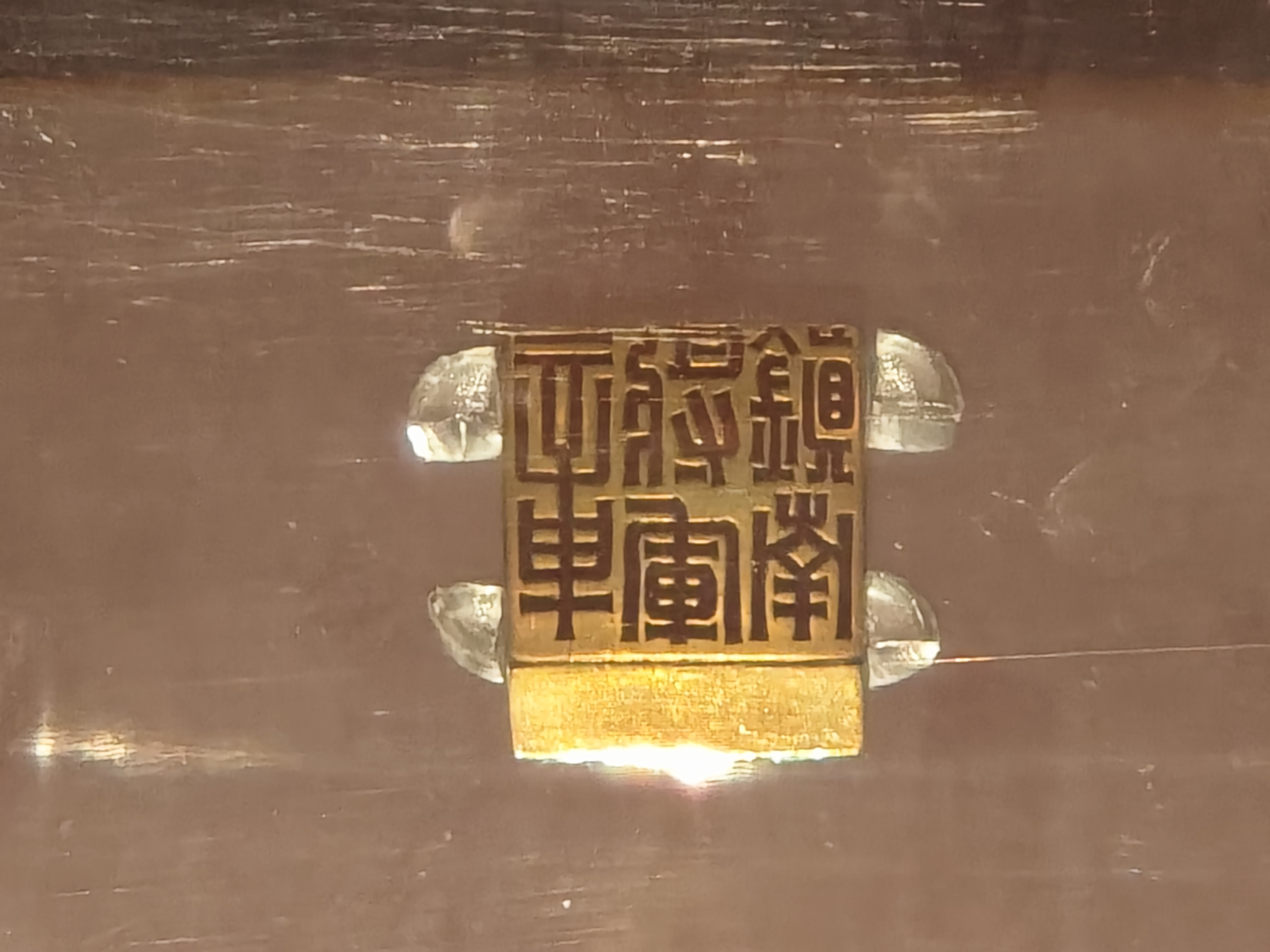
镇南将军章，龟纽金印，1991年出土于湖南安乡刘弘墓。现藏于湖南博物院

### 鎮北將軍
在東漢末年首次設立該職位，在建安十年（205年）以前，王邑就曾經為鎮北將軍、河東太守、安陽亭侯，後被杜畿取代。